# Reinwardts pepervreter
De Reinwardts pepervreter (Selenidera reinwardtii) is een vogel uit de familie Ramphastidae (toekans). Deze vogel is genoemd naar de Duits-Nederlandse botanicus Caspar Georg Carl Reinwardt.

## Verspreiding en leefgebied
Deze soort komt voor in het westelijk Amazonebekken en telt twee ondersoorten:
- S. r. reinwardtii: zuidelijk Colombia, oostelijk Ecuador en noordoostelijk Peru.
- S. r. langsdorffii: oostelijk Peru, westelijk Brazilië en noordelijk Bolivia.

## Status
De grootte van de populatie is niet gekwantificeerd maar de soort wordt omschreven als niet algemeen voorkomend. Op de Rode lijst van de IUCN heeft deze soort de status niet bedreigd.